# Albert Blancafort i París
|  | Per a altres significats, vegeu «Albert Blancafort». |

Albert Blancafort i París (la Garriga, Vallès Oriental, 28 d'abril del 1928 — Madrid, 10 de desembre del 2004) fou un director d'orquestra i compositor català.
Fou fill del compositor Manuel Blancafort i de Rosselló, oncle de l'orguener Albert Blancafort i Engelfried i germà de Gabriel Blancafort i París. Va iniciar els estudis musicals a Barcelona. En les dures circumstàncies de la postguerra creà el 1947 junts amb Juan-Eduardo Cirlot Laporta, Àngel Cerdà i Joan Comellas i Maristany, el Cercle Manuel de Falla. Gràcies a una beca de l'Institut Francès de Barcelona va poder continuar la seva formació al conservatori de París, on treballà amb Nadia Boulanger i estudià direcció amb Sergiu Celibidache i amb Ígor Markévitx, amb el qual col·laborà sovint. Dirigí el cor de la Radio Nacional de España, amb el qual va divulgar les més antigues escoles europees de polifonia i de la producció renaixentista espanyola. El 1958 va crear el cor de la Radiotelevisión Española que va conduir durant vint-i-cinc anys.

## Obres
Composicions
- Sonata per a piano (1956)
- Sextet
- Polka de l'equilibrista[6]
- Cançons.

Discografia
- Villancicos de las comunidades autónomas, RTVE-Música, DD00645